# Ernst (voornaam)
Ernst is een jongensnaam met een Germaanse herkomst.
De grondbetekenis van de naam is "vastberaden optreden", in het bijzonder in de strijd.
Daarvandaan komt de betekenis "ernst (in de strijd), serieusheid". Oscar Wilde gebruikte deze dubbele duiding als woordspeling in zijn komedie The Importance of Being Earnest.
Varianten zijn:
- Ernestus (Latijn)
- Ernest (Frans, Engels)
- Ernesto (Italiaans)
- Erneszt (Hongaars)

De naam was eertijds vooral in Duitse aristocratische kringen populair.
Hij was daar al vroeg populair onder de invloed van de 11e-eeuwse sage van hertog Ernst van Zwaben, die in het volksverhaal hertog Ernst wordt genoemd.
In het Frans kwam de naam pas na de 16de eeuw op.
In Engeland werd hij bekend door de vorsten van Hannover, die tussen 1714 en 1837 koningen van Engeland waren vanwege het huwelijk van Ernst August van Brunswijk-Lüneburg met Sophia van de Palts, een dochter van Jacobus I van Engeland. Verschillende telgen uit dit geslacht dragen de naam Ernst August van Hannover.

## Fictieve personen met de voornaam Ernst
- Ernst (Ernst, Bobbie en de Rest)
- Ernst Marsman (Harry Potter)
- Ernst Stavro Blofeld (James Bond)